# 初春娘
『初春娘』（はつはるむすめ）は、1940年に公開された沼波功雄監督の日本映画。
獅子文六の小説『断髪女中』が原作。

## スタッフ
以下のスタッフ名等は特に記載がない限りKINENOTEに従った。
- 監督 - 沼波功雄
- 脚本 - 一木章
- 原作 - 獅子文六 小説『断髪女中』
- 撮影 - 松尾芳楠

## キャスト
- 逢初夢子[1] - 女中曙美[2][3]
- 山口勇[1] - 小説家本多亮三[2][3]
- 平井岐代子[1] - その妻百合子[2][3]
- 花布辰男[1] - その弟三郎[2][3]
- 上田寛[3] - 由さん[2]
- 大原穣 - 市岡[2][3]
- 堀川浪之助[3] - 中川[2]